# 臨時國民議會
德意志奥地利临时国民议会（德語:Provisorische Nationalversammlung für Deutschösterreich），非正式地称为维也纳国民议會（德語:Wiener Nationalversammlung）。是德意志-奧地利共和國第一届议会的名称。活躍於1918年10月21日至1919年2月16日之間，為奧匈帝國崩潰期間和崩潰後。。最后一次会议于 1919年2月6日举行。决定制宪国民会议事规则。该议会由 1911 年 6 月选出的前帝国議院议员组成，他们代表了双重君主制帝国的奥地利的德语区。由于第一次世界大战的战胜国另有决定，其地区最终不被允许属于德奥的代表也参加了会议。 208名议员全部是男性；在 1911 年的选举中，妇女既没有主动投票权，也没有被动投票权。